# Мельницька земля

Мельницька земля у складі Підляського воєводства Великого князівства Литовського після адміністративної реформи 1565—1566 років

Мельницька земля (інколи Мельницький повіт) — адміністративна одиниця на Підляшші з осідком у місті Мельник. Виокремлена з Дорогичинської землі. 

## Історія
Зимою 1513—1514 року виділена Сигізмундом Старим з Троцького воєводства Великого князівства Литовського та включена до новоствореного Підляського воєводства ВКЛ. У складі Підляського воєводства після Люблінської унії 1569 року увійшла до складу Корони Королівства Польського Речі Посполитої. У 1616 році від Берестейського повіту Великого князівства Литовського до Мельницького повіту Королівства Польського передані володіння Бокавичі, Вітулин, Городище, Константинів, Межиріччя, Полюбичі, Росаш, Яблонь та інші.
У XV — на початку XVI століть відбулася хвиля заселення південної частини Мельницької землі українськими (руськими) селянами та частково боярами й, здебільшого у великі поселення, незначною мірою польськими переселенцями. Нові села у Мельницькому повіті заселяли українці з давніших надбузьких сіл. За правління польського короля Казимира в Мельницькій землі впроваджене польське право. Земля належала до власного Мельницького судового повіту з наявністю власних судів і урядовців. Повітом керували намісники, яких називали старостами, у місцевих урядах працювали хоружі, войські, гаєвники, а також створені на польських лад виборні уряди підкоморіїв, земських суддів, підсудків, писарів та гродських суддів. У Мельницькому повіті, як і на всьому Побужжі, у XVI столітті значно було розвинене дрібне шляхетське володіння — у землі налічувалося понад 100 коней від 36 родин, не рахуючи кількох, що не мали підданих.
Після третього поділу Речі Посполитої 1795 року Південне Підляшшя увійшло до складу Австрійської імперії й на приєднаних землях у 1795—1796 роках частини Мельницької землі увійшли до новостворених Сідлецького та Більського циркулів Нової Галичини. У 1810 році за новим адміністративним устроєм терени колишньої Мельницької землі включені до повітів Сідлецького департаменту Варшавського князівства.

## Уряди

### Повітові маршалки
Відомі повітові маршалки Мельницької землі:
- пан Косинський (водночас був повітовим маршалком Дорогичинської землі)[16]